# Soto del Real
Soto del Real, früher: Villa de Chozas, ist eine Gemeinde in der Comarca Cuenca Alta del Manzanares in der Autonomen Gemeinschaft Madrid in Spanien. Sie befindet sich 43 km nördlich der Stadt Madrid.

## Geographie

### Geographische Lage
Soto Real liegt 2 km nordöstlich des Stausees Santillana südlich der Sierra de Guadarrama und grenzt im Westen an das UNESCO-Biosphärenreservat Cuenca Alta del Manzanares.

### Nachbargemeinden
Soto grenzt im Osten an Miraflores de la Sierra, im Süden an Colmenar Viejo, im Westen an Manzanares el Real und im Norden an Rascafría.

### Stadtgliederung
Die Gemeinde gliedert sich in die Gemeindeteile Soto del Real, Sotosierra und Los Rancajales, so wie die Siedlungen Peña Real und Puente Real.

### Klima
Das Klima von Soto ist ozeanisch-kontinental mit heißen Sommern und kalten, niederschlagsreichen (Schnee) Wintern.
Siehe auch: Klima Spanien

## Bevölkerung
Von den 7.865 gemeldeten Einwohnern im Jahr 2006 waren 89,14 % spanische Staatsbürger. 4,35 % kamen aus Europa (2,53 % nicht-spanische Unionsbürger). 3,8 % kamen aus Süd- und Mittelamerika, 2,26 % aus Afrika, 0,28 % aus Nordamerika und 0,13 % aus Asien.
Die Entwicklung zeichnet sich durch starkes Wachstum aus. Gründe hierfür sind, das starke wirtschaftliche Wachstum der Region Madrid, welches Binnenwanderung und Zuwanderung von außerhalb Spaniens fördert, Rückwanderung von spanischen Emigranten aus Europa, sowie die Stadtflucht der Madrilenen.
| Entwicklung     | 1985  | 1990  | 1995  | 2000   | 2005    | 2006    | 2007 |
| Einwohner       | 1.625 | 2.230 | 3.562 | 5.347  | 7.615   | 7.865   |      |
| Ausländeranteil |       |       |       | 6,13 % | 10,60 % | 10,86 % |      |

### Sprachen
Über 90 % der Bevölkerung sprechen Kastilisch (Amtssprache) als Muttersprache. Aufgrund ihrer Herkunft dürften 8 bis 10 % der Einwohner eine andere Muttersprache haben und Kastilisch allenfalls als Zweitsprache sprechen.
Siehe auch: Sprachen in Spanien

### Religionen
Siehe auch: Religion und Weltanschauung in Spanien

## Politik
Sie auch: Politische Parteien in Spanien

### Gemeinderat
| Gemeindewahlen  | 1987 | 1991 | 1995 | 1999 | 2001 | 2007 |
| Izquierda Unida | 0    | 0    | 1    | 0    | 0    | 0    |
| Partido Popular | 3    | 4    | 7    | 7    | 6    | 8    |
| PSOE            | 2    | 1    | 1    | 2    | 4    | 5    |
| andere          | 4    | 6    | 2    | 2    | 3    | 0    |
| total           | 9    | 11   | 11   | 11   | 13   | 13   |

### Bürgermeister
Juan Lobato Gandarias (PSOE).